# Ids-Saint-Roch
Ids-Saint-Roch é uma comuna francesa na região administrativa do Centro, no departamento Cher. Estende-se por uma área de 27,09 km². Em 2010 a comuna tinha 292 habitantes (densidade: 10,8 hab./km²).